# Armawirska Wojskowa Wyższa Szkoła Lotnicza Pilotów Obrony Powietrznej
Armawirska Wojskowa Wyższa Szkoła Lotnicza Pilotów Obrony Powietrznej im. marsz. lotn. Pawieła Kutachowa (ros. Армавирское высшее военное авиационное училище летчиков ПВО имени Маршала Авиации П.С. Кутахова (АВВАУЛ)) – radziecka uczelnia wojskowa kształcąca specjalistów dla sił powietrznych PWO (Obrony Powietrznej, jednego z rodzajów sił zbrojnych w ZSRR.

## Historia
W Armawirze od 1937 istniała szkoła spadochroniarzy i aeroklub, bazowała szkoła młodszych specjalistów lotniczych i rezerwowy pułk lotnictwa myśliwskiego WWS Północnokaukaskiego Okręgu Wojskowego. 1 grudnia 1940 sformowano tam Armawirską Wojskową Szkołę Lotniczą Pilotów; komendantem szkoły został płk K.I. Szubin, zastępcą ds. przygotowania lotniczego mjr G.G. Gołubiew, szefem sztabu płk N.A. Mikulin, kwatermistrzem inż. wojsk. III rangi J.I. Wołodczenko.
W marcu 1960 szkoła została przekształcona w szkołę wyższą, przekazano ją w podporządkowanie z WWS do Wojsk Obrony Powietrznej.
Postanowieniem Rady Ministrów ZSRR z 19 lutego 1985 szkoła otrzymała imię głównego marszałka lotnictwa Pawieła Kutachowa.  

## Bazowanie szkoły
- Od grudnia 1940 - Armawir;
- Od września 1942 - Fergana
- Od października 1945 - Armawir

## Pułki szkolne
- 709 Szkolny Pułk Lotniczy (ros. 709-й учебный авиационный полк) - od 1951, bazowanie Majkop, w listopadzie 1990 miał na wyposażeniu 107 samolotów MiG-21[3].
- 713 Szkolny Pułk Lotniczy (ros. 713-й учебный авиационный полк) - od 1951, bazowanie Armawir, 1 stycznia 2000 miał na wyposażeniu 151 samolotów Aero L-39 Albatros[4]
- 761 Szkolny Połocki Pułk Lotniczy odznaczony orderami Suworowa i Kutuzowa (ros. 761-й учебный Полоцкий орденов Суворова и Кутузова авиационный полк) - od 1968, bazowanie Majkop, 1 stycznia 2000 miał na wyposażeniu 96 samolotów MiG-23[5].
- 627 Gwardyjski Szkolny Tarnopolski Pułk Lotniczy odznaczony orderem Kutuzowa (ros. 627-й гвардейский учебный Тарнопольский ордена Кутузова авиационный полк) - od 1968, bazowanie Tichorieck, 1 stycznia 2000 miał na wyposażeniu 77 samolotów Aero L-39 Albatros[6]